# The Score (film)
The Score är en amerikansk actiondrama/thriller från 2001 i regi av Frank Oz med Robert De Niro, Edward Norton och Marlon Brando

## Handling
Nick Wells (Robert De Niro) är luttrad yrkestjuv som genomfört flera lyckade kassaskåpsstölder under åren. Han har alltid haft två regler: att aldrig göra stölder i närheten av hemmet och att alltid jobba ensam. Livet som yrkestjuv lockar inte längre, inte minst för han börjat bli orolig för att åka fast. Han vill sluta för gott och ägna sin tid åt flickvännen Diane (Angela Bassett) och den egna, nyöppnade jazzklubben i hemstaden Montréal, Kanada. Han övertalas emellertid av hälaren och storfräsaren Max (Marlon Brando) att göra en sista stor stöt ihop med nykomlingen Jack Teller (Edward Norton).
Idén med stöten är att stjäla en tidigare borttappad och enormt värdefull fransk spira som hamnat i Montreal genom diverse illegala irrfärder. Spiran förvaras i ett kassaskåp inuti ett strängt bevakat tullmagasin. Jack tar jobb som lokalvårdare på stället och utger sig för att vara förståndshandikappade Brian för att han ostört ska kunna undersöka och rekognoscera platsen inför stölden.

## Rollista
| Robert De Niro    | – Nick Wells           |
| Edward Norton     | – Jack Teller          |
| Marlon Brando     | – Max                  |
| Angela Bassett    | – Diane                |
| Gary Farmer       | – Burt                 |
| Paul Soles        | – Danny                |
| Jamie Harrold     | – Steven               |
| Serge Houde       | – Laurent              |
| Jean-René Ouellet | – André                |
| Martin Drainville | – Jean-Claude          |
| Claude Despins    | – Albert               |
| Richard Waugh     | – Sapperstein          |
| Mark Camacho      | – Sapperstein's Cousin |

## Övrigt
Filmen fick viss uppmärksamhet för att tre olika generationer stora skådespelare medverkar i den: Marlon Brando, Robert De Niro och Edward Norton. Detta var också Marlon Brandos sista långfilm innan han avled av en lungsjukdom 2004. The Score erhöll blandad kritik från kritikerkåren. Aftonbladet skrev till exempel att de tre proffsiga skådespelarna är skälet till att se filmen, men att den inte sätter några djupare spår. Edward Norton fick genomgående bäst kritik för sin insats i filmen.
Regissören Frank Oz är tidigare känd för regin av filmen Knubbigt regn  (1999). Han är dock mest känd för sin röstmedverkan i Mupparna (1969) och för rösten till karaktären Yoda i Rymdimperiet slår tillbaka (1980).